# (79360) Sila-Nunam
(79360) Sila-Nunam est un objet transneptunien double formé de Sila et de Nunam.
Le système Sila-Nunam est proche de la résonance 4:7 avec Neptune.
La nature double de cet objet est connue depuis 2005.
Étant donné que les deux composantes ont une taille similaire, l'ensemble est souvent considéré comme un objet double. La citation de nommage présente dans la MPC 77871, correspondant au baptême des deux corps par l'Union astronomique internationale le 9 janvier 2012, emploie l'expression « binaire [dont les composantes sont] de taille égale » (« equal-sized binary ») pour désigner l'objet et utilise la forme « (79360) Sila-Nunam » pour désigner l'ensemble. Ce nom composé a depuis été repris par plusieurs autres sites,

## Système
Tableau avec les caractéristiques du système, le demi grand axe étant la distance entre les deux corps.
| Demi grand-axe:   | 2 777 ± 19 km          |
| Période Orbitale: | 12,509 95 ± 0,000 36 j |
| Eccentricité:     | 0,020 ± 0,015°         |
| Inclinaison:      | 103,51 ± 0,39°         |

Nunam, le satellite naturel a été découvert par Denise C. Stephens et Keith S. Noll à l'aide du télescope spatial Hubble.

## Étymologie
Le nom est inspiré de la mythologie inuite : Sila, dieu du ciel et Nunam, déesse de la Terre son épouse.

## Spectre
Sila-Nunam a un spectre très rouge dans la lumière visible et sans relief dans le proche infrarouge,. Il n'y a pas de bandes d'absorption de glace d'eau et ressemble à celui d'Ixion.
Sila-Nunam subit des changements périodiques de luminosité au cours d'une révolution, qui est égale à la période orbitale. La rotation des deux composantes du système est synchrone et verrouillée avec le mouvement orbital et les deux corps sont alignés avec leurs axes pointant vers l'autre. De 2009 à 2017 le système connaît plusieurs occultations mutuelles.
Chacun de ces corps a apparemment envoyé des éjectas qui ont percuté la surface de l'autre.